# Heròdot (filòsof)
Heròdot (Herodotus Ἡρόδοτος) fou un escriptor grec, germà del filòsof Demòcrit que és probablement l'Heròdot del que parla Diògenes Laerci en la seva obra sobre Demòcrit. No se sap si és el mateix Heròdot que Diògenes Laerci diu que va escriure Περὶ Ἐπικούρου ἐφηβείας.